# Квантна медицина
Квантна медицина или квантно — информациона медицина је псеудонаучна дисциплина у алтернативној и комплементарној медицини за коју њени промотери тврде да свој приступ лечењу заснива на материјалном обликовању живих система на њиховој разноликости и диференцијалној стабилности у времену и простору. Она је мешавина идеја без научних доказа, заснованих на злоупотреби терминологије и мисинтерпретацији квантне механике, психологије, филозофије и неурофизиологије. Постоји неколико верзија које се баве различитим квантним идејама укључујући дуалност таласних и виртуелних честица, а уопштено енергијом и вибрацијама.
Развила се крајем 20 и почетком 21. века. Промотери квантне медицине тврде да она представља симбиозу холистичког, или целовитог приступа лечењу у хуманој медицини, потпомогнутог модерном технологијом.
Квантна медицина има пуно присталица и промотера, иако се у научној заједници сматра бесмислицом. Професор физике честица на Универзитету у Манчестеру, Брајан Кокс, указује на системску мисинтерпретацију модерне физике. Он сматра да је злоупотреба речи “квантно”, као нпр. у фрази “квантна медицина”, изузетно штетна за друштво, јер подрива истинску науку и одвраћа људе од конвенционалне медицине. Ехдуард Павловић Круглјаков, управник Комисије за борбу против псеудонауке и фалсификовање научних резултата у Русији, директан је у квалификовању квантне медицине као "бесрамне преваре зарад профита".
Поједине апологете квантне медицине не поричу да се ради о плацебо ефекту, али заступају став да је научна валидност и истинитост пласираних тврдњи од мањег значаја од поверења субјекта у третман. Међутим, такав став је изузетно проблематичан са етичког становишта. На пример, уколико пацијент услед тако стеченог поверења одлучи да одустане од других начина лечења те се окрене само методама чија сврсисходност не добацује даље од плацеба, тиме троши не само значајна финансијска средства, већ и време, које може бити од пресудног значаја за исход лечења конвенционалном терапијом уколико се испостави да је ипак неопходна. Плацебо ефекат, који је несумњиво позитиван када прати методе лечења који потврђено дају резултате и по другим основама, не може бити оправдање за пласирање псеудонаучних идеја у алтернативној медицини.

## Историја квантне медицине
Квантни мистицизам најпре се појавио у Немачкој током 1920. година, када су неки од водећих квантних физичара попут Ервина Шредингера и Вернера Хајзенберга били наклоњени мистичним објашњењима својих теорија. Други попут Алберта Ајнштајна и Макса Планка критиковали су таква објашњења. Упркос Ајнштајнових оптужби за мистицизам Нил Бор је то порицао, објашњавајући да је реч о неспоразуму. До друге половине 20. века контроверза је имала свој утицај, међутим за Шредингерове лекције из 1958. године се тврди да означавају крај генерација које су живеле са мистичним објашњењима квантне механике, и данас су већина физичара реалисти, који не верују да квантна теорија има везе са свешћу.
Еуген Вигнер је 1961. године објавио научни рад којим тврди да свесни посматрач има кључну улогу у квантној механици, као део Фон Нојманове-Вигнерове интерпретације. Иако је овај рад послужио као инспирација за касније мистичне радове других, Вигнерове идеје су биле по природи филозофске и нису се сматрале истоветним са мистицизмом који је уследио.
Раних седамдесетих година покрет Новог доба је почео да преузима идеје из квантне физике почевши са књигама Артура Коестлера, Ловренца Ле Шана и других који су сугерисали да би парапсихолошки феномени могли да буду објашњени квантном механиком. У овој декади се појавила Фундаментална група физичара која је спајала квантни мистицизам са парапсихологијом, трансценденталном медитацијом, покретом Новог доба и разним мистичним праксама истока. Делом инспирисан Вигнером, Фритјоф Капра, члан Фундаменталне групе физичара, написао је књигу Тао физике: једно истраживање паралела између савремене физике и источњачког мистицизма (1975), у којој је величао квантну физику Новог доба, која је брзо стицала популарност у лаичкој публици.
За Фундаменталну групу физичара се тврди да је једна од најодговорнијих за огромну количину псеудонаучног бесмисла којим се интерпретира квантна механика. Физичар Муреј Гел-Ман смислио је израз квантне бесмислице како би означио погрешну терминологију и примену у другим областима.
Квантна медицина постала је посебно популарна након што је гуру Новог покрета Дипак Чопра објавио књиге Квантно исцељење: истраживање медицине ума и тела (Quantum Healing) 1989. године и Витално тело, вечни ум: практична алтернатива за старење (Ageless Body, Timeless Mind: The Quantum Alternative to Growing Old) 1993. године. Веровања и идеје Дипак Чопре су критиковали научници и здравствени радници тврдећи да се његови третмани заснивају на плацебо ефекту, да погрешно користи термине и идеје из квантне физике (квантни мистицизам), и да пружа пацијентима лажну наду која им умањује шансе за ефикасан здравствени третман.
За квантну теорију коју је описао у својим књигама, Чопра је 1998. године добио сатиричну Иг нобелову награду у категорији физике за његову уникатну интерпретацију квантне физике и примену у животу, слободи и потрази за економском срећом.
Филм What the Bleep Do We Know!? из 2004. године бави се широким спектром идеја Новог покрета у вези са физиком. Финансирала га је Рамта школа просветљења основана од стране Ј. З. Кнајт, медијума која тврди да су њена учења заснована на разговору са 35.000 година старим ентитетом званим Рамта. физичар Фред Алан Волф је у филму погрешно користио неке аспекте квантне механике укључујући Хајзенбергов принцип неодређености, ефекат посматрача као и биологију и медицину. Велики број критичара одбацио је филм због примене псеудонауке.

## Квантна физика као наводна основа квантне медицине
Упркос тврдњама промотера квантне медицине, она заправо није научно поткрепљена и нема никакво смислено утемељење у квантној физици. Покушаји приказивања квантне физике као основа квантне медицине, у научној заједници се оцењује као "некохерентно блебетање са набацаним научним терминима" које "излуђује људе који разумеју физику".
Макс Планк, један од највећих физичара свих времена, добио је 1918.  Нобелову награду за истраживачки рад у области квантне физике. Планково револуционарно откриће промотери квантне медицине представљају као основу за своје идеје.
„Основни принцип квантне физике каже, да апсолутно све има фреквенцију и да свака ћелија нашег тела има своју идеалну фреквенцију. Када се та фреквенција промени услед дејства различитих стресогених фактора, мења се и комуникациона способност наших биофотона, тако да као крајњи резултат тога настаје болест.“
Микроскопске димензије не представљају главни услов у примени квантне механике. Квантна физика разматра квантну теорију као основну теорију савремене физике и квантну механику микрочестица. Квантна механика преко дуалне природе честица (таласна и корпускуларна) у потпуности описује стање система микрочестица, уз разумевање и многих принципа у макроуниверзуму (принцип неодређености -Хајзенбергов принцип и „начело неизвесности“).
Свет се не дели на различите скупове објеката, него на различите скупове веза. Квантна механика даје објашњење за многе појаве, као што су стабилност атома, топлотни капацитет тела, природа многобројних хемијских сила, феромагнетизам...
Квантна електродинамика проучава примену квантне механике на електромагнетна и таласна поља електрона, присуство макроскопских ефеката тј. суперфлуидности, суперпроводљивости и Јозефсонов ефекат.
Неопходан услов за примену квантне механике је постојање целовитог потенцијала самоодржања у систему, који одређују постојање објеката у датим нивоима квантних скала. Дакле, неопходан услов формирања целовитог макроскопског квантно механичког ентитета је постојање ефикасних и далекосежних активних сила у ограниченом фреквентном опсегу, које би створиле кохерентна, мултимодална поља ласерског типа у сваком живом објекту.
„Квантна физика омогућава научно разумевање многих дијагностичко-терапеутских метода традиционалне медицине (акупунктуре и њене класично јонске и квантно солитонске природе, хомеопатије (различите хомеопатске потенције имају различита времена попречне релаксације протона) што се може пратити преко измене НМР спектра и ласерском спектроскопијом; лечење путем светлости и боја уз праћење фотоекситонских и биофотонских ефеката који се преко ових терапија остварују)“.

## Основни принципи квантне медицине
Наводни закони „квантне физике живога“ и квантне медицине претендују на проучавање и објашњавање феномена живота као јединствености. По промотерима квантне медицине, осим анатомско-морфолошке структуре организма коју видимо голим очима, наводно постоји и тзв. „електромагнетни костур човека“ кроз који циркулишу електромагнетни таласи стварајући сопствено кохерентно поље човека. Такође тврде да клинички увиди квантне медицине иду даље, све до унутрашњег рада живих ћелија, до нивоа њиховог ступања у интеракцију са квантно-енергетским пољем. Квантна медицина показује да иста телу својствена интелигенција, уз помоћ које оно зна како да санира посекотину или сломљену кост, а да чак и не мора да се појави мисао о томе, може бити унапређена како би нас излечила од скоро сваке болести.
По тврдњама промотера квантне медицине, људско тело је мрежа међусобно повезаних система, а они сви доприносе његовом функционалном јединству и унапређују његову способност за исцељење. Успостављање контроле над тим огромним, међусобно повезаним биолошким мрежама, наводно доводи до стицања увида у постојање варијетета обољења и функционалније долажење до начина њиховог искорењивања.
Зато квантна медицина покушава да се представи као нешто што у себи обједињује много различитих приступа здравственом проблему, који наводно резултују јединственим, на енергији заснованом моделу.
- Такви приступи наводно повећавају могућност да се код оболелих нагло покрену слаби или поремећени механизама оздрављења.
- Тврди се, мада без доказа, да квантни приступ наводно може дати моћно оружје за борбу против стреса,[33] можданог удара, болести срца и канцера.

## Опрема у квантној медицини
Принципи квантне физике већ су заслужни за настанак читавог броја технолошких проналазака, као што су МРИ скенери и ласерска хирургија, коју лекари и зубари свакодневно користе у целом свету.
Један од новијих проналазака је QXCI (енгл. Quantum Xrroid Conscious Interface) или његов задњи технолошки оперативни систем SCIO (енгл. Scientific Conscious Interface Operator) који је тренутно најкомплекснији биорезонантни биофидбек антистресни оперативни систем направљен на принципима квантне биофизике, који се заснива на принципима холистичке медицине. Према наводима присталица овог проналаска; SCIO омогућује биофидбек дијагнозу-терапију која је без контраиндикација, неинвазивна, безболна, без хемије, по мери сваког организма. Систем је тако конструисан да тело, у току терапије само на свом подсвесном нивоу бира шта му највише (тј која фреквенца!) одговара у том тренутку. SCIO врши балансирање свих функција организма које су биле поремећене унутрашњим или спољашњим стресогени факторима .
Апаратурне методе квантне медицине користе нискоенергетску безбедну електромагнетну радијацију, која има повољне ефекте на интраћелијске и интерћелијске процесе, преко магнетне природе нуклеуса, микротубуларног система и „gap junction channels-(GJ)- nexus“ (веза), или ”пукотинастих спојних канала”- ПСК, као и преко класичних и квантних неуронских структура.
На основу дугогодишњих студија, формирана је листа најефективнијих облика електромагнетне радијације која представља предмет интересовања квантне медицине:
- магнетно поље,
- ласерска (пулсирајућа нискоинтензитетна инфрацрвена ласерска радијација),
- широкоспектрална инфрацрвена радијација,
- електромагнетно зрачење екстремно високе фреквенце (EHF – extremely high frequency), ултра ниске фреквенције (ULF ultra-low frequency ELF), црвено светло и зелено светло.

## Асоцијације квантне медицине
Асоцијације квантне медицине налазе се у земљама бившег СССР, Израелу, САД, Аргентини, Бугарској, Кини, Чешкој, Еквадору, Француској, Немачкој, Индији, Италији, Кореји, Либану, Македонији, Португалији, Румунији, Словачкој, Сирији, Турској.
У Србији је формиран Актив Квантне медицине Секције за акупунктуру Српског лекарског друштва (СЛД) и Удружење за промоцију и развој квантне медицине "Quanttes ", које је члан Међународне асоцијације квантне медицине са седиштем у Москви.

## Супротстављени ставови
Произвођачи уређаја квантне медицине до сада нису успели да докажу њихову ефикасност. На пример, провере различитим таквим уређајима давале су различите резултате од анализа крви . На основу више испитивања, закључено је да су неки од уређаја чиста превара, а да је делотворност неких уређаја само на нивоу плацебо ефекта.
Веровања оних који предлажу да је „енергија“ (шта год под тим подразумевали) неизоставно укључена у процес обољења и оздрављења, ставља њихову терапеутску технику у службу наводне „деблокаде тока енергије“, јер по њиховим тврдњама њутнови закони за опис света око нас су „неадекватни“ за опис онога што се дешава у људском телу, те да се зато овим законима физике на могу у потпуности описати сви облици понашање нашег тела.
Појам "животне силе" потиче из различитих метафизичких теорија, којима се клијенти покушавају убедити у благотворност енергетских терапија. Неке од ових теорија су једноставне, попут кинеске о чи енергији која се креће меридијанима и повремено се заглави или блокира, проузрокујући болест. Неке су сложеније и укључују вибрације субатомских честица, биоенергију, трансцендентална бића или астрална тела. Ипак, ове теорије нису независно потврђене. Без концепта животне силе, и чврстих доказа о њеном постојању све овакве тврдње остају на нивоу псеудонауке. У складу са тим, регистровани број случајева побољшања стања и излечења пацијента овим техникама није већи него код примене плацебо ефекта.
За многе научнике, искривљавање и злоупотреба научних идеја, које често прате њихову интеграцију у популарну културу, често је неприхватљива цена коју треба платити. Зато је и јако распрострањено мишљење да наука није превише важна, да и они не буду део популарне културе.
Наша цивилизација изграђена је на темељима разума и рационалног размишљања садржаног у научном методу, и наша будућност искључиво зависи од широко распрострањеног прихватања науке као јединог исправног начина размишљања. Зато човечанство мора да одговори на многе, ако не и све, од великих изазова са којима се суочавамо. Да ли је загревање климе штетно и, ако јесте, шта је узрок? Да ли нам квантна теорија говори да је универзум вртлог бесконачне интеракције непослушних субатомских честица? Да ли је безбедно да се вакцинишу децу против болести? То су научна питања, на која се одговори могу добити анализом података. Самим тим ти одговори су независни од традиционалних мишљења, вере или политичких убеђења појединца.

### Злоупотребе у квантној медицини
Вилијам Нелсон, проналазач EPFX енергетског уређаја регистровао је 1980. компанију у Националној агенцији за храну и лекове под називом „машина за биолошку повратну спрегу“, што би значило да би се могла користити једино за отклањање стреса. По закону, он није могао да тврди да се ова машина користи за дијагнозу или лечење болести. Ипак, он је то урадио. 1992. Агенција му је наредила да прекине са лажним тврдњама, а касније наложила повлачење уређаја из продаје, али Нелсон је наставио да је продаје као машину за лечење. Оптужен је за превару 1996. године, међутим одселио се у Мађарску. Данас Нелсон тврди да има осам доктората, које је добио између 1980. и 1993, међутим ниједан од њих не долази из акредитованих школа.
У Србији је бивши билдер Ненад Росо представљајући се као доктор обмануо више стотина пацијената, терапијама и продајом рајф генератора. Након одслужене затворске казне, наставио је са ранијом праксом.

Заступник америчке Агенције за контролу хране и лекова (надлежне за медицинске уређаје), Керен Рили нагласио је да надрилекари користе енергетске уређаје више од сто година. У последњој декади, ове машине су преплавиле интернет, па су преваранти брзо и јефтино дошли до нових купаца и пацијената. Данас, многи произвођачи енергетских уређаја имају сајтове са видео сведочењима и лажном науком. Директор одсека за притужбе ове Агенције Тимоти Улетовски нагласио је: „Ово је чиста, одвратна превара. Ови људи лове у мутном, у многим случајевима пацијенте који су очајни за излечењем веома озбиљних болести."
Порука је иста већ вековима: „Ово је лек који сам пронашао и који је подржан сведочењима многих људи који су били на самрти“ наводи Џејмс Вортон, професор историје медицине Универзитета медицинске школе у Вашингтону. „Без сумње, ово је чиста превара. Рећи ће вам шта год желите да чујете. Просечна особа није образована нити обучена да критички процени ове терапије."
Ехдуард Павловић Круглјаков, управник Комисије за борбу против псеудонауке и фалсификовање научних резултата у Русији каже да је квантна медицина „груба, бесрамна превара, зарад профита. Не постоје никаква истраживања, никаква научна основа за инструменте, ништа... Уколико покушате да пронађете нешто о њој у научним радовима и покушате да нађете бар једну озбиљну публикацију посвећену квантној медицини, нећете наћи ништа. Једино масовни медији дижу галаму око ње.“
За уређаје за квантно лечење - названим QXCI, EPFX, SCIO (у Србији Рајф генератор) се тврди да балансирају „биоенергетске силе“ чије постојање није потврђено од стране научне заједнице. Они једино могу да мере отпорност коже пацијента (колико лако ниске струје пролазе кроз кожу), што нема никакве везе са здрављем особе. Промовишу се псеудонаучним објашњењима и изразима смишљеним да заштите терапеуте од могућих тужби (попут „помаже“ или „олакшава"). Коришћење ових уређаја може проузроковати финансијски трошак као и кашњење одговарајуће терапије.
На основу непроверених података наведених према изјавама појединаца на сајту What is the harm „до сада је 100.018 људи било на неки начин оштећено некритичком употребом енергетске медицине“.

## Законске регулативе и прва школа у Србији
Министарство здравља Републике Србије у Закону о здравственој заштити (Службени гласник РС, бр.107/05) и Правилнику о ближим условима регулисао, начине и поступке обављања метода квантне медицине (Службени гласник РС, бр.119/07).
Европски центар за мир и развој (ECPD) Универзитета за мир, Београд, на основу споразума о дугорочној сарадњи са колаборационим центром Светског здравственог центра за традиционалну медицину и акупунктуру, Кинеском академијом акупунктурних института традиционалну медицину, Кинеског међународног центра за обуку из акупунктуре Пекинг, Светске федерације за акупунктуру - моксибустију Пекинг, Интернационалног колеџа за акупунктуру и електротерапије у Њујорку и Института за традиционалну медицину Академија наука Русије, Москва, основао је прву Међународну специјалистичку школу квантно - информационе медицине у Београду. Циљ формирања ове школе је упознавање и едукација полазника из Србије са новим холистичким методама и уређајима квантно-информациона медицина - са посебним нагласком на квантно-информациону медицину дијагностичко—терапеутску пропедевтику, како у микроталасном тако и у ултренискофреквентном дијапазону.